# (9168) Sarov
(9168) Sarov est un astéroïde de la ceinture principale découvert par Lioudmila Tchernykh le 18 septembre 1987. Sa désignation temporaire est 1987 ST17.

## Orbite
Sarov a un aphélie de 2,80 UA et un périhélie de 2,05 UA. Son excentricité est de 0,154 et son inclinaison de 13,5°. Il met 1 383 jours pour faire le tour du Soleil.

## Caractéristiques
Sa magnitude absolue est de 13,5.